# A·J·克朗寧
A·J·克朗寧，阿奇博爾德·約瑟夫·克朗寧（Archibald Joseph Cronin，1896年7月19日—1981年1月6日），蘇格蘭醫生、小說家，世界著名文學《堡壘》（The Citadel）的作者，1919年畢業於格拉斯哥大學。

## 家庭
克羅寧在大學時遇見了他未來的妻子瑪麗·艾格尼絲·吉布森，他们於1921年8月31日結婚，成為“醫生夫婦”。
克朗寧成為作家后，他們的兩個兒子（文森特和帕特里克）分別于1924年和1926年生於特雷迪加和倫敦。而他們的小兒子安德魯則出生於1937年。